# Jeppe Aaskov Pallesen
Jesper Aaskov Pallesen, né le 17 juillet 1997 à Aarhus, est un coureur cycliste danois.

## Biographie
En 2021, il se classe douzième du Tour du Danemark. L'année suivante, il s'impose sur une étape du Tour du Loir-et-Cher,, qu'il termine à la deuxième place du classement général. 

## Palmarès et résultats

### Palmarès par année
- 2018
  - 3e du Grand Prix de Buchholz
- 2019
  - 2e du Ringerike Grand Prix
- 2021
  - 2e du championnat du Danemark du contre-la-montre par équipes
- 2022
  -  Champion du Danemark du contre-la-montre par équipes[3]
  - 3e étape du Tour du Loir-et-Cher
  - 1re étape du Kreiz Breizh Elites (contre-la-montre par équipes)
  - 2e du Tour du Loir-et-Cher
  - 2e du Kreiz Breizh Elites

### Classements mondiaux
| Année                                 | 2018  | 2019  | 2020 | 2021  | 2022 | 2023  |
| ------------------------------------- | ----- | ----- | ---- | ----- | ---- | ----- |
| Classement mondial                    | 1073e | 1477e | nc   | 1111e | 757e | 2327e |
| UCI Europe Tour                       | 673e  | 992e  | nc   | 825e  | 574e | nc    |
|                                       |       |       |      |       |      |       |
| Légende : nc = non classéSource : UCI |       |       |      |       |      |       |